# Laura Zimmermann (Aktivistin)

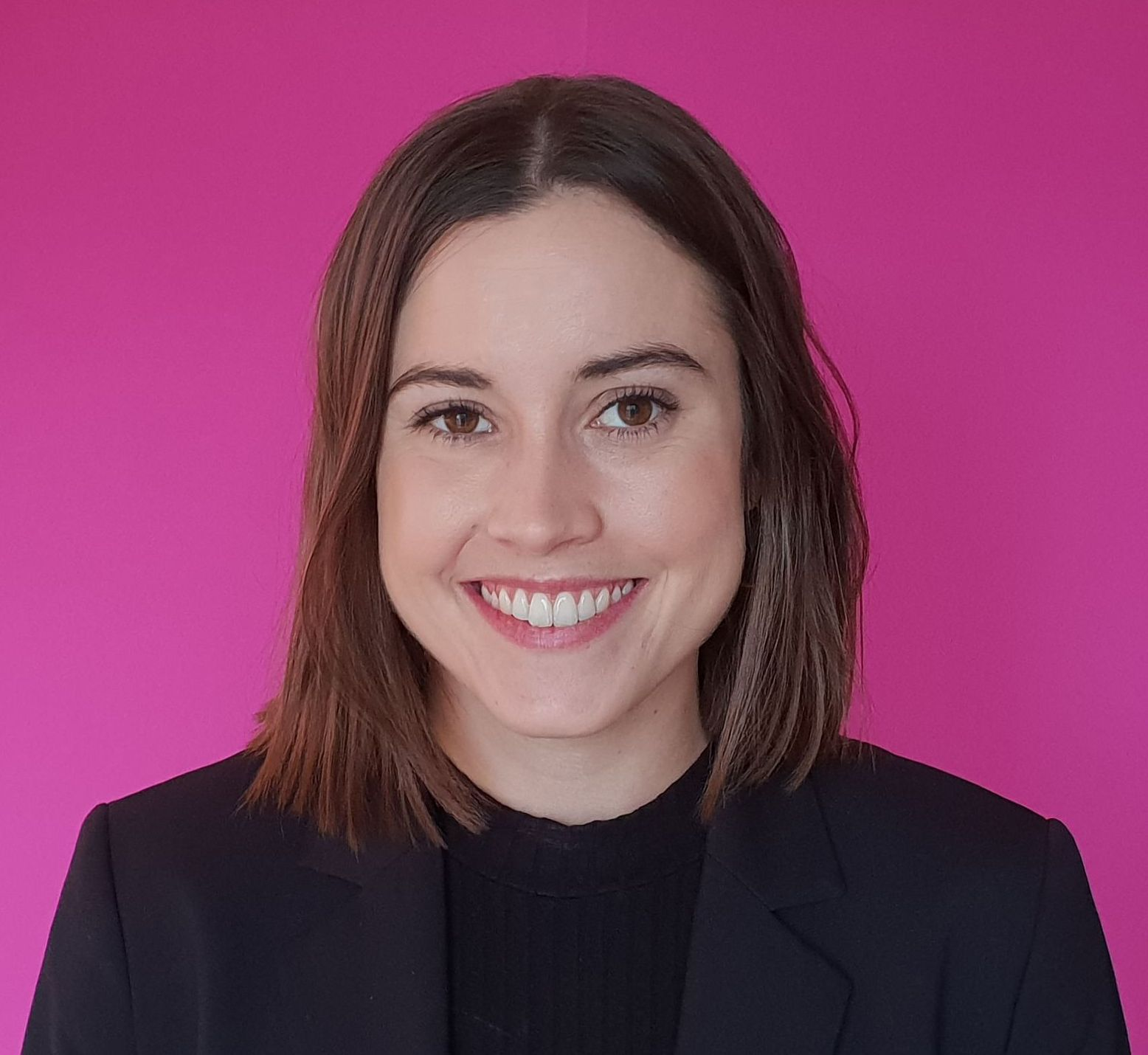
Laura Zimmermann (2018)

Laura Zimmermann (* 6. November 1991 in Bern) ist eine Schweizer Politaktivistin und ehemalige Co-Präsidentin der Operation Libero.

## Biografie
Laura Zimmermann wuchs als Tochter einer Kindergärtnerin und eines Notars und FDP-Gemeinderats (Exekutive) in Konolfingen im Kanton Bern auf. Sie trainierte Berglauf und Halbmarathon und war Skilehrerin. Ihr Rechtsstudium in Paris und Bern schloss sie mit einem Master ab. Als wissenschaftliche Assistentin am Lehrstuhl für Öffentliches Recht, Europa- und Völkerrecht von Helen Keller, einer Richterin am Europäischen Gerichtshof für Menschenrechte, arbeitete Zimmermann an einer Dissertation über Völkerrecht. 2018 verliess sie die Uni und startete als Projektleiterin für Kampagnen bei der Kommunikationsagentur Rod. 2024 arbeitete sie als Creative Director PR bei der Agentur Jung von Matt Schweiz. Sie ist Gastdozentin an der Zürcher Hochschule für Angewandte Wissenschaften (ZHAW), der Hochschule Luzern und an der Ad School. Seit 2024 ist sie Kammermitglied der Schweizerischen Lauterkeitskommission.

## Politik
Politisiert wurde Zimmermann als Gegnerin der Minarett-Initiative der SVP, die 2009 ein Verbot des Baus von Minaretten in der Schweiz durchsetzte. Weltanschaulich versteht sich Zimmermann als progressiv, als europhil und als Liberale in der Tradition von John Stuart Mill. 2016 wurde sie neben Flavia Kleiner Co-Präsidentin der Operation Libero, einer Bewegung aus studentischem Milieu, die sich 2014 als Reaktion auf die Niederlage gegen die «Initiative gegen Masseneinwanderung» der rechtspopulistischen SVP gründete. In einer Debatte mit SVP-Strategiechef Christoph Blocher provozierte sie mit der Forderung, die SVP solle endlich ihre angekündigte Initiative gegen die Personenfreizügigkeit starten, damit die Schweiz ihr Verhältnis zu Europa klären könne.
Zimmermann leitete die Kampagne der Operation Libero gegen die No-Billag-Initiative, die die Radio- und Fernsehgebühren abschaffen wollte und die mit über 70 % Nein-Stimmen sowie in sämtlichen Kantonen scheiterte. Zimmermann setzte dabei auf Online Warriors, auf Freiwillige, die in sozialen Medien für ein Nein argumentierten. Danach engagierte sie sich gegen die Selbstbestimmungsinitiative, wobei sich ihre Argumentation darauf fokussierte, die Schweiz würde bei einem Ja zur Vertragsbrecherin. Mit 66 % Nein-Stimmen scheiterte die SVP-Initiative deutlich. Im Oktober 2021 trat sie von ihrem Co-Präsidium zurück, das deutliche Ja zur Ehe für alle zwei Wochen zuvor sei ein guter Moment dafür. Sie blieb für einige Zeit im Vorstand. Nachfolgerin als Co-Präsidentin wurde Sanija Ameti.
Zimmermanns Auftritte in TV-Formaten, etwa in der Abstimmungsdebatte der Arena, führten zu Zeitungstiteln wie «Das Gesicht des Widerstandes». «Ausserordentliche Überzeugungskraft und ein politisches Talent ohnegleichen» attestierte ihr L’illustré, derweil die Süddeutsche Zeitung schrieb, Zimmermann sei eine der «profiliertesten Gegnerinnen der Schweizerischen Rechten». Zu den Schweizer Wahlen von 2019 publizierte Die Zeit. ein Streitgespräch von ihr mit Sascha Lobo.